# 法律淵源
法律渊源，简称法源（英語：sources of law），基本含义是法的来源或法的栖身之所，亦称法律的形式，指在某特定國家或政權的法律存在形式。法律渊源一词发源于古罗马的Fontes juris，普遍使用法律渊源一词的是英美法系的学者，且該概念在中國大陸地區的法學研究中也廣泛使用。法律渊源是法理学中的重要概念。該理論將某國家、政權或某具體領域的法律在理論上視為一個整體，可以幫助理解某一國家、政權、某具體領域的法律體系。
在传统法律渊源理论中，认为法律渊源可以指：实质渊源，法源于自然理性还是君主意志；效力渊源，法产生于立法机关还是其他机关；材料渊源，法的制定是源于习惯还是外国引进；形式渊源，法来自制定还是习惯；以及历史渊源，引起法产生的历史事件等。

## 參閱
- 法理学

## 外部連結
- （英文） Guide to Law Online （页面存档备份，存于） - Library of Congress
- （德文） （法文） （意大利文） （英文）SSRQ online · SDS online · FDS online （页面存档备份，存于）